# Народна република
Народна република је званични назив државе и федералне јединице који су најчешће користиле социјалистичке владе марксистичко-лењинистичког типа. Назив је био оправдаван чињеницом да социјалистичка влада делује у корист народа или да је у тим државама облик власти тзв. „народна демократија“. 
У неким случајевима, држава је носила назив Народна република у тзв. „фази преласка из капитализма у социјализам“ или „фази класне борбе“, односно провођења колективизације, национализације и индустријализације. По тој дефиницији, те земље још увек нису биле дошле у фазу изградње социјализма, те нису имале „оправдање“ да носе назив „Социјалистичка република“.
Овај назив су користиле или користе и државе, које нису ни усвајале социјалистички систем. Владе неких држава су се могле окарактерисати и као националистичке, а свеједно су носиле префикс „Народна“, попут Украјинске Народне Републике (1917–1920) или Белоруске Народне Републике (1918–1920). Примери држава које имају префикс „Народна“, а нису социјалистичке, су Алжир и Бангладеш.
Државе које данас носе назив „Народна република“:
- Народна Демократска Република Алжир – од 15. септембра 1963.
- Народна Република Бангладеш – од 16. децембра 1971.
- Народна Република Кина – од 1. октобра 1949.
- Демократска Народна Република Кореја – од 9. септембра 1948.
- Демократска Народна Република Лаос – од 2. децембра 1975.

Државе које су некад носиле назив „Народна Република“:
- Народна Социјалистичка Република Албанија (1946–1992)
- Народна Република Ангола (1975–1992)
- Белоруска Народна Република (1918–1920)
- Народна Република Бенин (1975–1990)
- Народна Република Бугарска (1946–1990)
- Бухарска Народна Совјетска Република (1920–1925)
- Народна Револуционарна Република Гвинеја (1958–1984)
- Народна Република Занзибар и Пемба (1964)
- Народна Демократска Република Етиопија (1987–1991)
- Демократска Народна Република Јемен (1970–1990)
- Федеративна Народна Република Југославија (1945–1963)
  - Народна Република Босна и Херцеговина (1945–1963)
  - Народна Република Македонија (1945–1963)
  - Народна Република Словенија (1945–1963)
  - Народна Република Србија (1945–1963)
  - Народна Република Хрватска (1945–1963)
  - Народна Република Црна Гора (1945–1963)
- Народна Република Кампућија (1979–1989)
- Народна Република Конго (1970–1992)
- Народна Република Кореја (1945–1946)
- Кримска Народна Република (1917–1919)
- Кубанска Народна Република (1918–1920)
- Велика Социјалистичка Народна Либијска Арапска Џамахирија (1977–2011)
- Народна Република Мађарска (1949–1989)
- Народна Република Мозамбик (1975–1990)
- Народна Република Монголија (1924–1992)
- Народна Република Пољска (1952–1989)
- Народна Република Румунија (1947–1965)
- Русинска Народна Република Лемко (1918–1920)
- Народна Република Тива (1921–1944)
- Украјинска Народна Република (1917–1920)
- Западноукрајинска Народна Република (1918–1920)
- Хорезманска Народна Совјетска Република (1920–1923)